# Torre-campanar de l'església (Alfara de Carles)
La Torre-campanar de l'església és una obra d'Alfara de Carles (Baix Ebre) declarada Bé Cultural d'Interès Nacional.

## Descripció
Antiga torre de defensa quadrada i molt massissa, aprofitada com a campanar. Es tracta d'una torre de planta quadrada i que troba parió en el sector (recorda a la torre que hi ha a la Granadella, prop de Camarles, de característiques força semblants). A les acaballes del segle xviii (quan, hom diu, fou construïda l'església d'Alfara) seria obrada la instal·lació de les campanes (només en quedà una). No és un tipus de campanar, en tant que torre, habitual a Catalunya, llevat d'aquest sector tortosí.

## Història
Dista uns 6km, a llevant, del Castell de Carles. A Carles hi hagué nucli de població. "L'origen d'Alfara és lo poble de Carles, desaparegut a darrers del segle xv, a causa d'una terrible epidèmia. Los pocs veïns de Carles que estigueren lliures de la calamitat, traslladaren sa llar a l'actual poblet i alçaren la present vila" (Morera). Carles i Alfara constituïren una sola baronia. Alfara es troba dalt d'un pujol, circuit de valls i envoltat de muntanyes més altes. Des de la Reconquesta, el senyoriu de l'indret correspongué a la família Sentmenat. Míl·lia de Sentmenat casà (segle XIV) amb Bernat de Fluvià. Elionor de Fluvià vengué (segle XV) el Castell de Carles a la ciutat de Tortosa.